# Lord Polwarth

Wappen der Lords Polwarth (ab 1835)

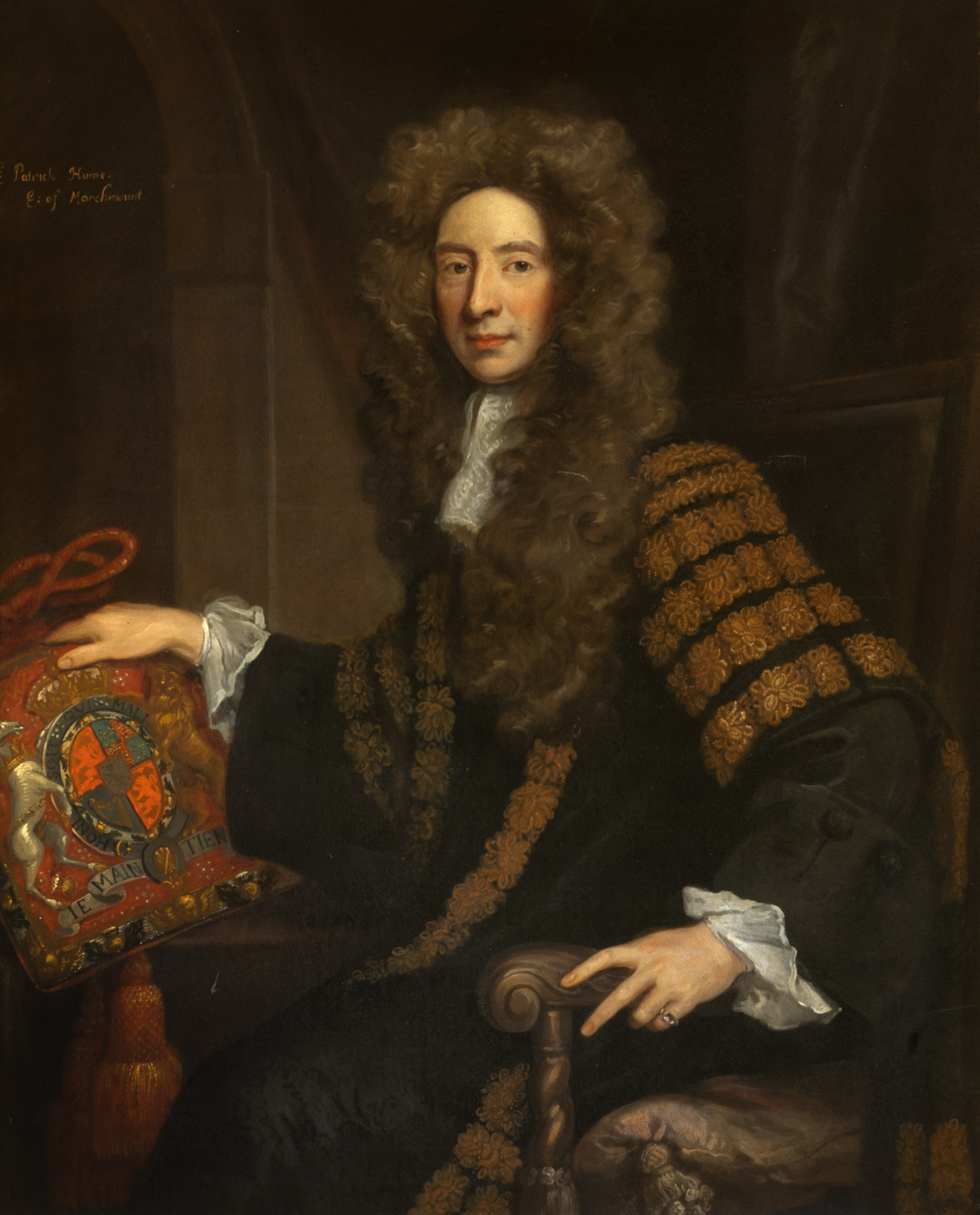
Patrick Hume, 1. Earl of Marchmont, 1. Lord Polwarth

Lord Polwarth, of Polwarth in the County of Berwick, ist ein erblicher britischer Adelstitel in der Peerage of Scotland.

## Verleihung
Der Titel wurde am 26. Dezember 1690 für Sir Patrick Hume, 2. Baronet, geschaffen. Der Titel ist in Ermangelung männlicher Nachkommen auch an weibliche Nachkommen vererbbar. Er hatte bereits 1648 von seinem Vater den Titel Baronet, of Polwarth, geerbt, der diesem am 19. Dezember 1637 in der Baronetage of Nova Scotia verliehen worden war. Am 23. Mai 1697 wurden ihm zudem die Titel Earl of Marchmont, Viscount of Blasonberrie und Lord Polwarth, of Polwarth, Redbraes and Greenlaw, verliehen.
Als der 3. Earl 1794 ohne männliche Nachkommen starb, fielen seine Titel in einen Ruhezustand, da niemand sie wirksam beanspruchte. Im Juli 1835 bestätigte das Committee for Privileges and Conduct des House of Lords den Titel Lord Polwarth für den Sohn der jüngsten Tochter des 3. Earls, Hugh Hepburne-Scott, als 6. Lord, sowie rückwirkend an dessen verstorbene Mutter und Cousine als de iure 5. und 4. Lady.
Heutiger Titelinhaber ist Andrew Hepburne-Scott als 11. Lord.
Familiensitz der Lords Polwarth war bis 1913 Marchmont House bei Greenlaw in Berwickshire.

## Liste der Lords Polwarth (1690)
- Patrick Hume, 1. Earl of Marchmont, 1. Lord Polwarth (1641–1724)
- Alexander Hume-Campbell, 2. Earl of Marchmont, 2. Lord Polwarth (1676–1740)
- Hugh Hume-Campbell, 3. Earl of Marchmont, 3. Lord Polwarth (1708–1794)
- Anne Anstruther-Paterson, de iure 4. Lady Polwarth († 1822)
- Diana Scott, de iure 5. Lady Polwarth (1735–1827)
- Hugh Hepburne-Scott, 6. Lord Polwarth (1758–1841) (Titel bestätigt 1835)
- Henry Hepburne-Scott, 7. Lord Polwarth (1800–1867)
- Walter Hepburne-Scott, 8. Lord Polwarth (1838–1920)
- Walter Hepburne-Scott, 9. Lord Polwarth (1864–1944)
- Henry Hepburne-Scott, 10. Lord Polwarth (1916–2005)
- Andrew Hepburne-Scott, 11. Lord Polwarth (* 1947)

Voraussichtlicher Titelerbe (Heir apparent) ist der Sohn des aktuellen Titelinhabers William Hepburne-Scott, Master of Polwarth (* 1973).